# Makoto Kobayashi (designer)
Makoto Kobayashi (小林 誠, Kobayashi Makoto) (Tokyo, 1960) è un designer giapponese.

## Biografia
Conosciuto per uno stile artistico molto personale e ricco di dettagli. Ha collaborato a serie anime televisive di grande successo come Mobile Suit Zeta Gundam, Last Exile e a produzioni cinematografiche di alto livello: (The)Venus Wars, Steamboy, Super Atragon. Da segnalare anche la partecipazione a al progetto Animatrix: Second Renaissance (OAV) segnalato nei crediti come art design.
Oltre all'attività di mecha designer legato all'animazione, si dedica anche alla creazione di modelli in scala di mezzi spaziali e robot avveniristici, in alcuni casi realizzati per la vendita al pubblico. Dal suo manga Dragon's Heaven è stato tratto un OAV (original animation video) di breve durata e ristampato nel 2001 su supporto DVD.
Gli OAV della serie ICE sono stati proiettati nei seguenti film festival: Pusan International Film Festival (2/10/2008～9/10), The Chicago International Film Festival (16/10/2008～29/10), Sao Paolo International Film Festival (17/10/2008～30/10).

## Anime
Staff in:
- 6 Angels (film): Chief Director, Mechanical design, Visual Concept Work
- Birth (OAV): Mecha design
- Dragon's Heaven (OAV): Director, Original creator
- Final Fantasy: Unlimited (TV): Mechanical design
- Gankutsuou: Il conte di Monte Cristo (TV): Companion Design
- Giant Robo (OAV): Conceptual Design
- Gravion (TV): Production Design
- Gravion Zwei (TV): Production Design
- ICE (OAV): Director
- Last Exile (TV): Production Design
- Legend of the Blue Wolves (OAV): Mechanical design
- Mobile Suit Gundam ZZ (TV): Mecha Base Design
- Mobile Suit Zeta Gundam (TV): Mecha Design Cooperation (The-O Marasai)
- Nishi no Yoki Majo - Astraea Testament (TV): Production Design
- Samurai 7 (TV): Mechanical design, Art design
- Second Renaissance (OAV): Art design (assistance [part 1])
- Steamboy (film): Mechanical design
- Super Atragon (OAV): Mechanical design
- (The) Tower of DRUAGA -the Sword of URUK- (TV): Production Design
- (The) Tower of Druaga: the Aegis of Uruk (TV): Production Design
- Trinity Blood (TV): Production Design
- (The) Venus Wars (film): Mechanical design

## Videogiochi
- Armored Core: Mecha Design, Illustrazioni
- Chikyu Boueitai: Mecha Design, Illustrazioni
- World of Warships: Model art

## Pubblicazioni
- Art of Dragon's Heaven (manga), 1982, Bomb Comics
- Dragon's Heaven (manga), 1982
- Art of City in labyrinth (manga), 1988, Bomb Comics
- Hyper weapon 2001-2984 (artbook), 1984, Model art n.231
- Hyper weapon 2 - 1999 infightzone earth (artbook), 1984, Model art n.239
- Hyper weapon 2005 - yesterday, today and no future (artbook), 2005, Model art
- Hyper weapon 2007 - the model art book compilation (artbook), 2007, Model art
- Hyper weapon 2008 - only madness exists in the present landscape (artbook), 2008, Model art
- Chikyu Boueitai Game material (artbook)
- ICE official fan artbook (artbook)
- Hyper weapon 2013S - collezione di illustrazioni e settei (artbook), 2013, Dai Nippon Kaiga